# DECnet
DECnet är ett nätverksprotokoll med flera delar skapat av Digital Equipment Corporation ofta förkortat DEC. Den första varianten med fyra lager släpptes 1975 och 1992 släpptes den första varianten anpassad till OSI-modellen. DECnet används bland annat i operativsystemen VMS / OpenVMS, Ultrix och Tru64. För terminalsessioner användes ofta LAT istället för DECnet, men DECnet har numera även tagit över den trafiken.
| Applikation  | FAL: File Access Listener NML: Network Management Listener                                                                    |
| Presentation | DAP: Data Access Protocol CTERM: Command Terminal                                                                             |
| Session      | SCP: Session Control Protocol                                                                                                 |
| Transport    | NSP: Network Service Protocol                                                                                                 |
| Nätverk      | DRP: DECnet Routing Protocol                                                                                                  |
| Datalänk     | DDCMP: Digital Data Communications Message Protocol MOP: Maintenance Operation Protocol Ethernet, Token Ring, HDLC, FDDI, ... |
| Physical     | Ethernet, Token Ring, FDDI, ...                                                                                               |